# Chen Feilong
Chen Feilong (陈飞龙S, Chén fēilóngP; Sichuan, 4 settembre 1982) è un giocatore di snooker cinese.

## Carriera

### Dilettantismo (2012-2018)
La carriera di Chen Feilong inizia molto tardi, infatti partecipa al primo torneo nel Main Tour solo nel 2012, all'età di 30 anni. In questo caso riceve un invito per partecipare ad uno dei suoi tornei di casa, il China Open, in cui viene eliminato nel turno delle wildcard da Ben Woollaston. Nella stessa modalità, Chen figura al Wuxi Classic, all'International Championship e allo Shanghai Masters, nella stagione 2012-2013. In quest'ultimo torneo citato, riesce ad accedere nel tabellone principale, in cui viene battuto da Neil Robertson per 5-2.

### Professionismo (2018-)
Dopo aver preso parte ad altri eventi cinesi minori, Chen riceve una carta di accesso tra i professionisti per le stagioni 2018-2019 e 2019-2020, dopo essersi classificato al 2º posto nel CBSA China Tour, alle spalle di Zhang Jiankang. Al Northern Ireland Open batte al primo turno Marco Fu, venendo poi sconfitto al secondo da Martin O'Donnell. Ripete lo stesso risultato anche nei due tornei successivi, lo UK Championship, dove riesce nell'impresa di sconfiggere la testa di serie numero 9 Shaun Murphy, e lo Scottish Open.

## Ranking[7]
| Stagione  | Ranking iniziale | Ranking finale |
| --------- | ---------------- | -------------- |
| 2018-2019 | Non classificato | 116            |
| 2019-2020 | 86               |                |